# サキュバス (バルザックの短編小説)
『サキュバス』（フランス語: Le Succube）は、オノレ・ド・バルザックが1837年に著した短編小説で、『Les Contes drolatiques』に収録されている。彼の先行作品 Le Péché véniel における脇役のアフリカ人の娘を主役として「人物再登場」させ、彼女が受ける魔女裁判じみた裁きを描く。この作品は手稿が現存している。日本語訳として『妖魔伝』（小西茂也, 1947年）、『魔女裁判』（白川宣力, 1968年）、『淫夢魔（スキューブ）裁判録』（石井晴一, 2007年）が出版されている。

## あらすじ

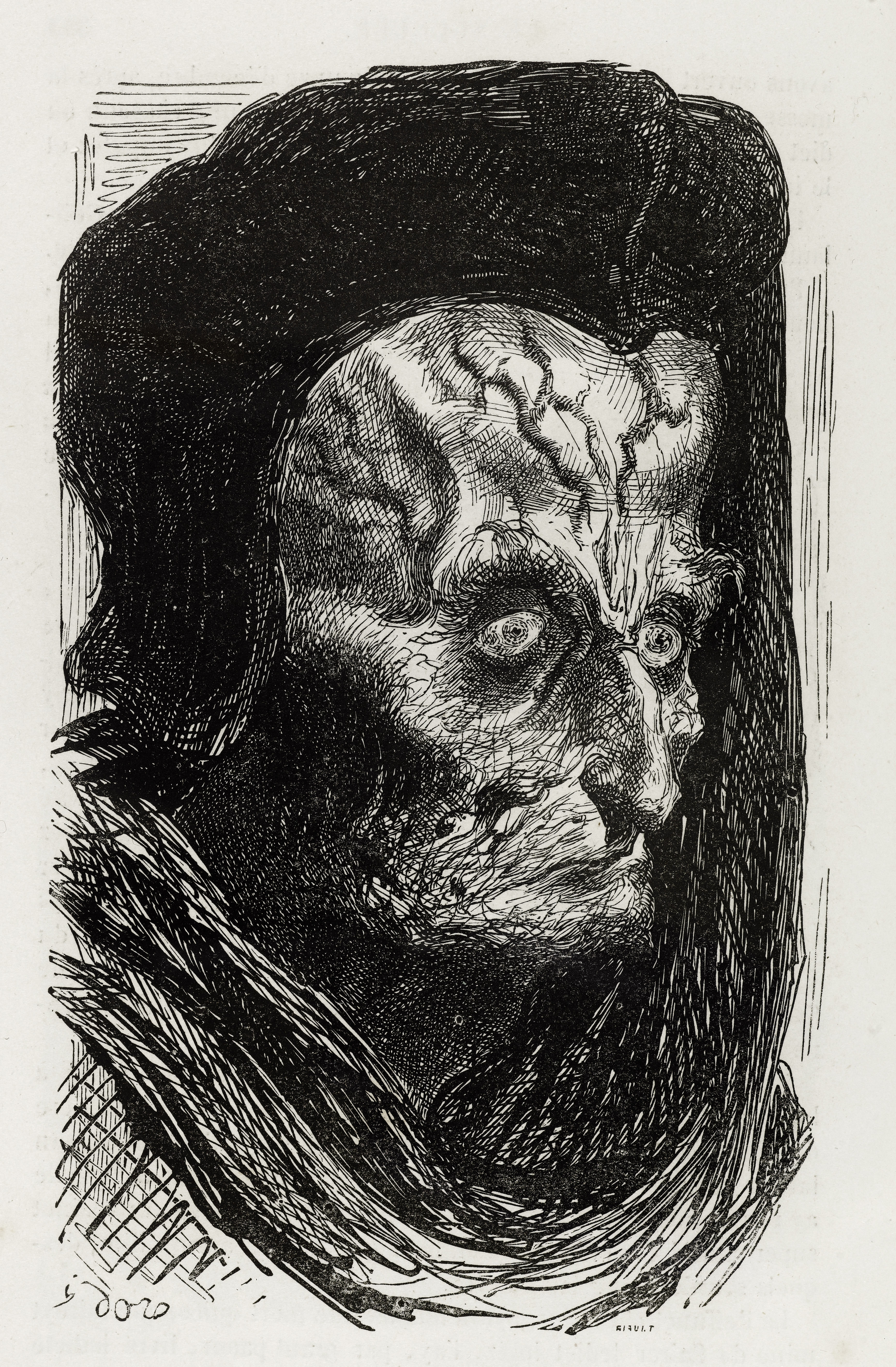
裁判の書記を務めたギヨーム・トゥールヌブーシュ。教会での栄達を夢見ていたが、裁判の真相を知り世俗に戻る。ギュスターヴ・ドレ画。

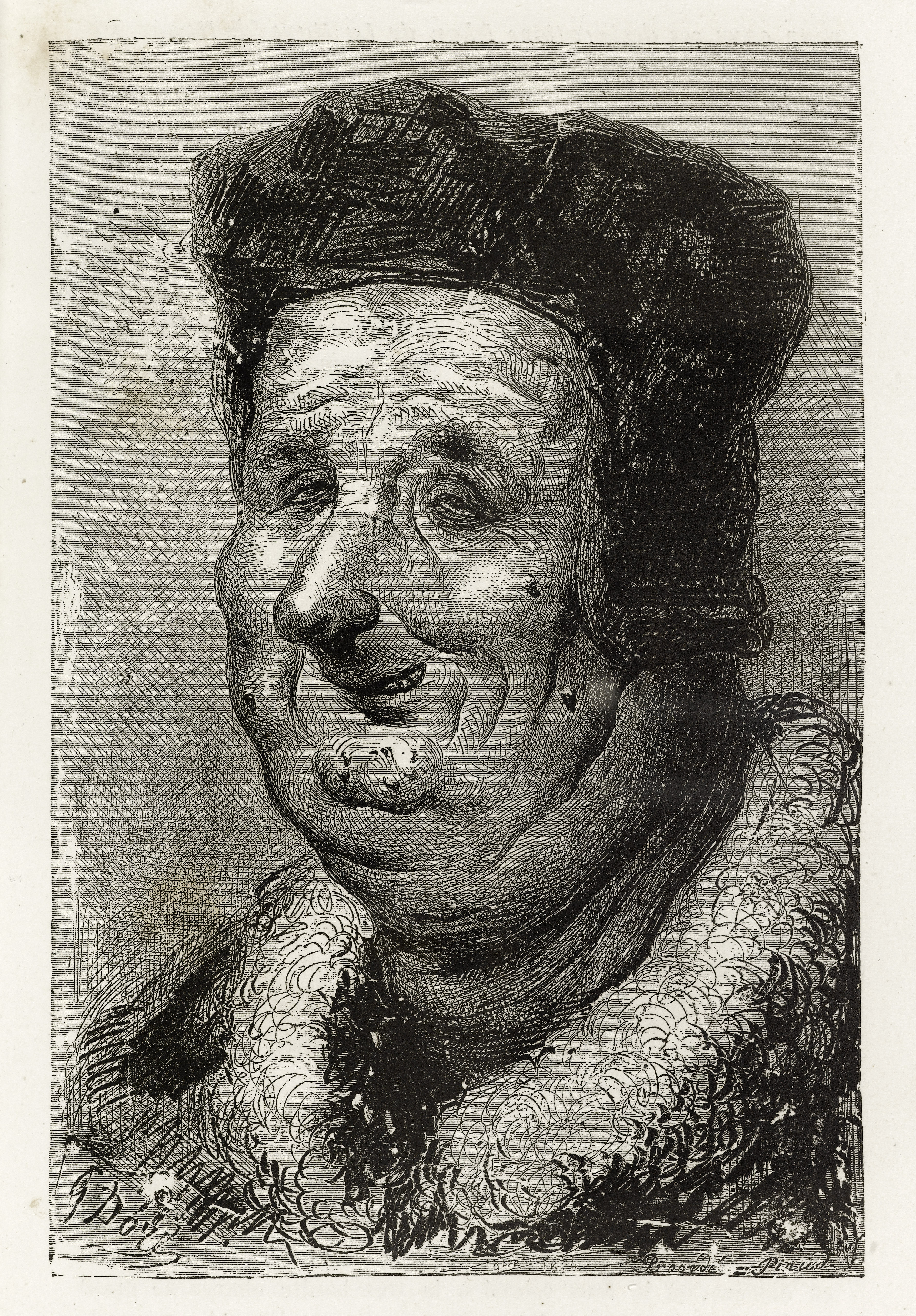

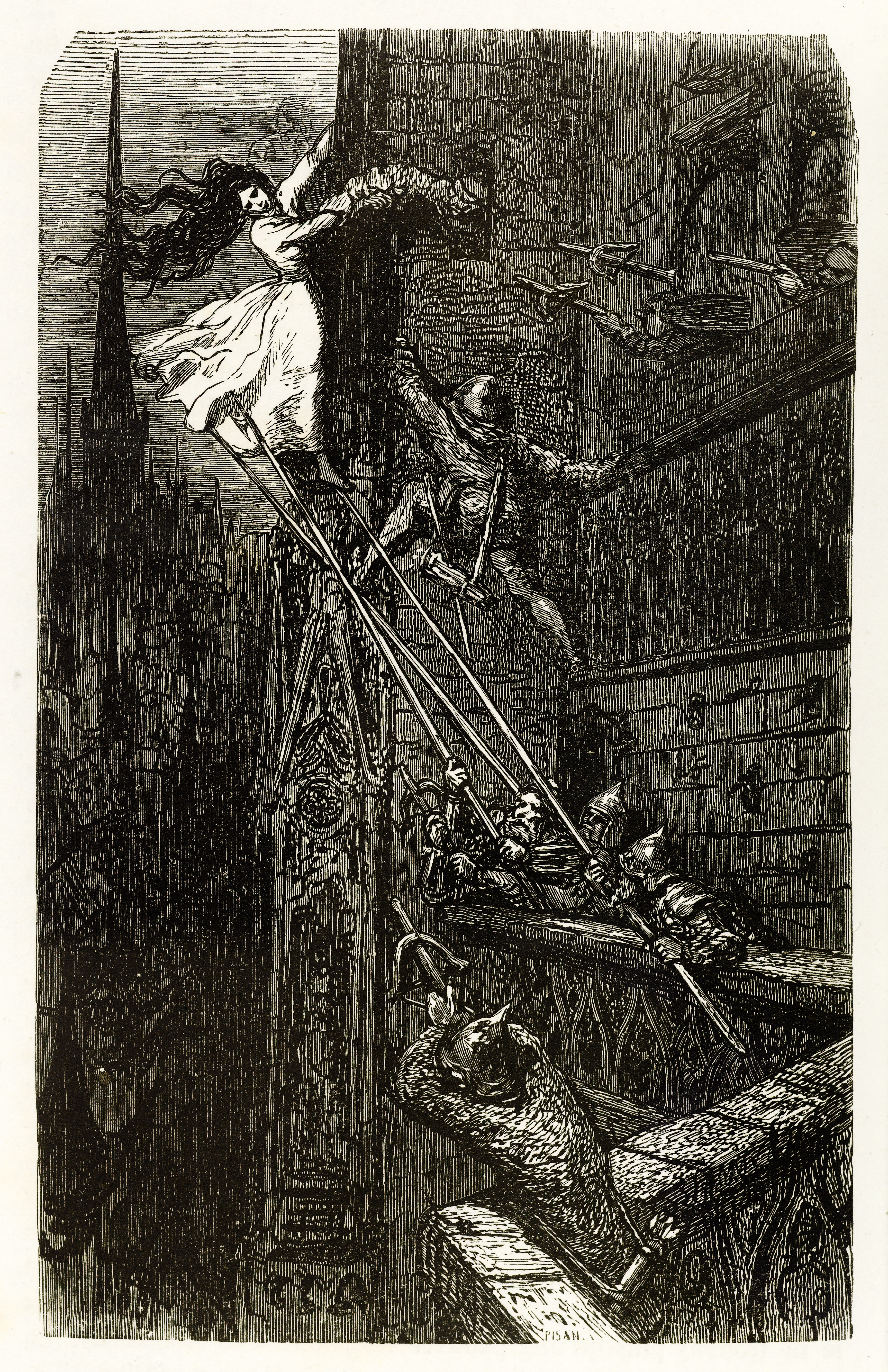
火炙りの直前、死に物狂いの逃走を図るズュルマ。彼女には曲芸師としての経験があった。ギュスターヴ・ドレ画。

先行作品 Le Péché véniel の「著者」による語りを外枠とする枠物語の体で物語は構成される。
（ Le Péché véniel ではフランストゥールのサン・マルタン修道院が盗難に遭い、目ぼしい物は皆盗み出されるほどの被害を被る。現場には、盗人の仲間と思しき若く美しいアフリカ人の娘が一人、裸のまま残されていた。娘は仲間の罪を代表して背負わされ生きたまま火炙りにされるところであったが、これに老伯爵が強く反対して彼女をキリスト教徒へと改宗させることで命を救った。）
Le Péché véniel 発表後、「著者」はアフリカ人の娘の運命が書き残された、1271年の裁判記録を貸し与えられるという幸運に恵まれる。
その娘は生名をズュルマといい、老伯爵に命を救われてから十余年後、彼女がサキュバスであるとする住民たちからの申し立てを受けたサン・ガシアン大聖堂の参事会の裁きにより、火炙りの刑に処され非業の死を遂げていた。ところが判決の影には、ズュルマに同情的であった老宗教裁判官を、この機会を悪用して追い落とそうとする司教代理ジャン・ド・ラエの策謀があったのだ。大いに刺激を受けた「著者」はこの記録をフランス語へと翻訳する。

## 書誌情報
- 『妖魔伝』
  - 『風流滑稽譚 (中之巻)』 バルザック著、小西茂也訳　1947年　新樹社
- 『魔女裁判』
  - 『風流滑稽譚 2』 バルザック著、白川宣力訳　1968年　人物往来社
- 『淫夢魔（スキューブ）裁判録』
  - 『艶笑滑稽譚 第二輯 明日無き恋の一夜 他』バルザック著　石井晴一訳　2014年　岩波文庫